# 久保田利伸のプラネット・フレーヴァ
久保田利伸のPLANET FLAVA! （くぼたとしのぶのプラネット・フレーヴァ）は、fm osakaほか、JFN系列のFM局37局（Kiss-FM KOBEはfm osakaと受信エリアが重なるため別番組を放送）で長年放送されていたラジオ番組。

## 概説
2005年4月から制作局がTOKYO FMからfm osakaに変わった。
タイトルにあるように、DJ（ディスクジョッキー）は歌手の久保田利伸だが、最近では久保田が井上WATARU一晴（放送では「わたるさん」と呼ばれていた）とともに放送していた。
スポンサーは日本ハム1社のみであった。このため、正式タイトルは日本ハムの製品である「シャウエッセン」の名前が入った、「シャウエッセンpresents 久保田利伸のPLANET FLAVA!」となっていた。毎週あるテーマに沿って久保田が選曲した洋楽の曲をOAしていた。ちなみに、毎月最終週はリスナーからのリクエスト曲大会であった。
番組開始当初は限られた一部の局でしか放送されておらず放送日時も局によって異なっていたが、日曜22:00の放送時間に移行した際に急激にネット局を拡大した。

## 番組終了後
番組終了後の後番組は2006年4月放送開始の「JAM FOR REAL」で、前番組と同様に久保田利伸が出演している。前出の井上も出演している。しかしスポンサーはなく、fm osakaのみでの放送。そのほかの局ではこの枠はローカル枠となった。
しかし、「JAM FOR REAL」も2006年12月に放送終了となった。
スポンサーの日本ハムは2016年6月11日 - 2019年3月31日の間、『ニッポンハム ムーンライト・ミーティング 桑田佳祐のやさしい夜遊び』のスポンサードを担当。『やさしい夜遊び』は当番組と同じ95年スタートの番組でもある。